# Бе Сент Ан
Бе Сент Ан (на френски: Baie Sainte Anne) е окръг на Сейшелските острови. Заема североизточната част на остров Праслен. Населението му е 4863 души (по приблизителна оценка от 1 юли 2021 г.), а площта му е 25,79 km².